# Gastonia spectabilis
Gastonia spectabilis là một loài thực vật có hoa trong Họ Cuồng cuồng. Loài này được (Harms) Philipson mô tả khoa học đầu tiên năm 1970.